# Первомайський район (Ростов-на-Дону)
Первомайський район — один з районів Ростова-на-Дону. Утворений 15 грудня 1936 року.

## Економіка

### Промисловість
У Первомайському районі розташовано 1922 підприємства, на яких працює 58 300 чоловік. Символом і візитною карткою району по праву вважають: сільгоспмашинобудування, авіаційний комплекс, приладобудування. Такі підприємства як ВАТ «КЗ Ростсельмаш», ФГУП «Прилад», ВАТ «Граніт», ВАТ «Аерофлот-Дон», ВАТ «Ростовський завод цивільної авіації № 412», ТОВ «Бізон», відомі далеко за межами Росії.

### Транспорт
На території району розташовано залізничний вокзал приміського сполучення «Сільмаш». Найбільший на Північному Кавказі комплекс Ростовського аеропорту розташований на площі 400 га із злітно-посадковою смугою, обладнаної відповідно до міжнародних вимог, будівлею аеровокзалу площею понад 17 тис. м ², великою географією польотів на внутрішньому і міжнародному сполученнях.

### Торгівля
В районі розташовано 15 ринків, 4 готелі, 714 магазинів.

## Культура
У районі функціонують 50 освітніх установ, з них 2 ВНЗ, 20 шкіл, 5 установ середньої спеціальної освіти, 23 дошкільних освітніх установи.
Найбільший у місті парк культури і відпочинку ім. Островського займає площу 200 000 м², на його території постійно функціонують дитяча залізниця, найстаріша в місті автошкола «Автоград» (утворений в 1974 році, автор ідеї, ініціатор, конструктор комплексу, організатор будівництва і перший директор Трубачов Євген Дмитрович. Створювався спочатку як Дитяча автошкола для популяризації серед школярів правил безпеки дорожнього руху та навчання автосправи. Зараз перейменований у Федеральне автономне установа «Ростовська юнацька автомобільна школа», основним профілем є навчання водінню всіх охочих від 14 років на комерційній основі), багатопрофільний спорткомплекс «Олімп-2» місткістю 15,8 тис. осіб.
Також для відпочинку городян і гостей міста створено штучний водойму — «Ростовське море» — з акваторією в 52 га і обширною лісопарковою зоною листяних і хвойних порід дерев.